# كتيبة البنين

شعار كتيبة البنين.

كتيبة البنين (بالإنجليزية:Boys' Brigade) هي منظمة شبابية مسيحية مسكونية، تأسست من قبل السير وليام ألكسندر سميث بهدف ترسيخ القيم المسيحية بجانب الأنشطة الترفيهية.  بعد إنشائها في غلاسكو في عام 1883، سرعان ما انتشر كتائب البنين في جميع أنحاء المملكة المتحدة وأصبحت منظمة عالمية من أوائل عقد 1890.  اعتبارا من عام 2003، المنظمة كانت تحوي 500,000 عضو من 60 بلدا مختلف. 

## روابط خارجية
- كتيبة البنين في أستراليا
- كتيبة البنين في هونغ كونغ
- كتيبة البنين في أيرلندا
- كتيبة البنين في ماليزيا
- كتيبة البنين في ماليزيا - الموقع الرسمي نسخة محفوظة 24 مارس 2005 على موقع واي باك مشين.
- كتيبة البنين في نيوزيلندا
- كتيبة البنين في نيجيريا
- كتيبة البنين في سنغافورة
- كتيبة البنين في المملكة المتحدة
- كتيبة البنين في الدنمارك
- كتيبة البنين في فنلندا
- كتيبة البنين في الولايات المتحدة